# Port of Menteith
Port of Menteith est un village situé dans le Stirling, en Écosse, situé au bord du lac de Menteith.